# NGC 4218
NGC 4218 (również PGC 39237 lub UGC 7283) – galaktyka spiralna (Sa), znajdująca się w gwiazdozbiorze Psów Gończych. Odkrył ją William Herschel 9 marca 1788 roku.